# Consejo Nacional Panhelénico
El Consejo Nacional Panhelénico (en inglés estadounidense: National Panhellenic Council) (NPHC) es una organización que reúne a nueve fraternidades y sororidades de estudiantes afroestadounidenses. Cada una de estas asociaciones de estudiantes tiene en común el hecho de haberse desarrollado durante un período en donde los estudiantes afroestadounidenses eran sometidos a la segregación racial por parte del gobierno y los otros estudiantes. El Consejo Nacional Panhelénico se formó oficialmente el 10 de mayo de 1930 en el campus de la Universidad de Howard en Washington D. C., y fue incorporada en el año 1937.
Las nueve fraternidades y sororidades de estudiantes afroamericanos que forman parte de la NPHC son las siguientes:
| Nombre                | Año de fundación | Lugar de fundación     | Tipo de asociación |
| --------------------- | ---------------- | ---------------------- | ------------------ |
| Alpha Phi Alpha       | 1906             | Universidad Cornell    | Fraternidad        |
| Phi Beta Sigma        | 1914             | Universidad Howard     | Fraternidad        |
| Kappa Alpha Psi       | 1911             | Universidad de Indiana | Fraternidad        |
| Omega Psi Phi         | 1911             | Universidad Howard     | Fraternidad        |
| Iota Phi Theta        | 1963             | Universidad Morgan     | Fraternidad        |
| Alpha kappa alpha     | 1908             | Universidad Howard     | Sororidad          |
| Delta Sigma Theta Inc | 1913             | Universidad Howard     | Sororidad          |
| Sigma Gamma Rho       | 1922             | Universidad Butler     | Sororidad          |
| Zeta Phi Beta         | 1920             | Universidad Howard     | Sororidad          |